# John Forbes (teologo)
John Forbes of Corse (Aberdeen, 2 maggio 1593 – 29 aprile 1648) è stato un teologo scozzese.
Docente al King's College di Aberdeen dal 1620, nel 1639 fu destituito poiché fiero oppositore del covenant del 1637. Nel 1643 fuggì nei Paesi Bassi poiché il Parlamento scozzese aveva sottoscritto il covenant, ma rimpatriò nel 1646.